# Germanische Schicksalsvorstellungen

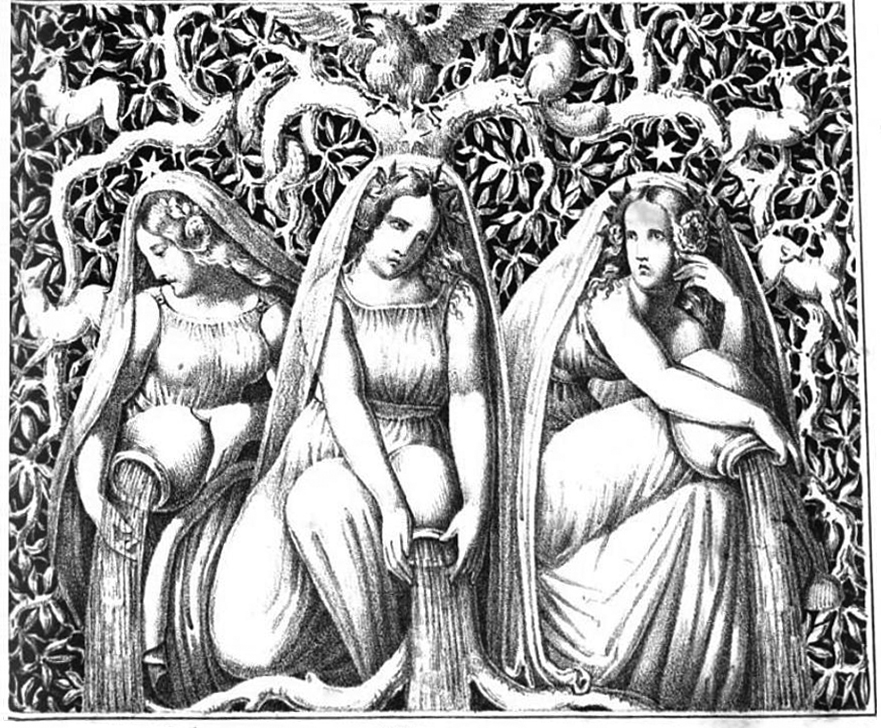
Die Nornen, unbekannter Künstler, 1832

Die germanischen Schicksalsvorstellungen beinhalten die Auffassungen der germanischen Völker aus heidnischer Zeit, nach denen alles Geschehen auf Grund unabänderbarer Notwendigkeit (Schicksal) erfolgt. Die vorhandenen Quellen gewähren zwar nur wenige wirkliche Einblicke in die heidnische Vorstellungswelt, doch gilt als sicher, dass die Germanen daran glaubten, ein Schicksal zu haben, das von einer Schicksalsmacht, wohl in Gestalt dreier Frauen, bestimmt wurde. Ob sie aber an diese Schicksalsmacht auch im religiösen Sinne glaubten, kann nicht entschieden werden.

### Germanisches Sprachgut
Die Sprachwissenschaft hat eine Vielzahl von Wörtern erschlossen, die die Sprecher des Urgermanischen verwenden konnten, um den Begriff Schicksal auszudrücken. Sie belegen, dass die Germanen Vorstellungen vom Schicksal besaßen, aber nicht welche. Nebenbedeutungen dieser Wörter wie „Tod“ oder „Krieg“ weisen darauf hin, dass der Schicksalsbegriff eine negative Färbung hatte. Zu den dahinter stehenden Schicksalskonzepten versuchte die Forschung mit Hilfe der Etymologie zu gelangen. Doch erlauben die darauf beruhenden Gedankengebäude keine sicheren Aussagen und sind mit Vorsicht zu behandeln.
Die nachfolgende Tabelle listet die wichtigsten germanischen Schicksalswörter auf, inklusive einer vereinfachten Darstellung der Nebenbedeutungen, sowie der indogermanischen Wurzeln.
| Altnordisch | Althochdeutsch | Angelsächsisch     | Altsächsisch      | Germanisch         | Bedeutung                                 | Indogermanische Wurzel      |
| ----------- | -------------- | ------------------ | ----------------- | ------------------ | ----------------------------------------- | --------------------------- |
| mjötuðr     | *mezzot?       | me(o)tod, me(o)tud | metod, metud      | *metoduz           | Schicksal, teilweise Zumesser (Gott)      | *med- „messen“              |
| örlög       | urlag, urliugi | orlæg, orleg(e)    | orlag             | *uzlagam, *uzlagaz | Schicksal, teilweise Krieg/Kampf, Gesetz? | *legh- „legen, liegen“      |
| sköp        | giscap, giscaf | gesceap, gesceaf   | (gi)skap, giskaft | *gaskapam          | Schicksal, Beschaffenheit                 | *skap- „schneiden, spalten“ |
| urðr        | wurt           | wyrd               | wurd              | *wurdiz            | Schicksal, teilweise Tod                  | *uert- „drehen, wenden“     |

### Antike Autoren

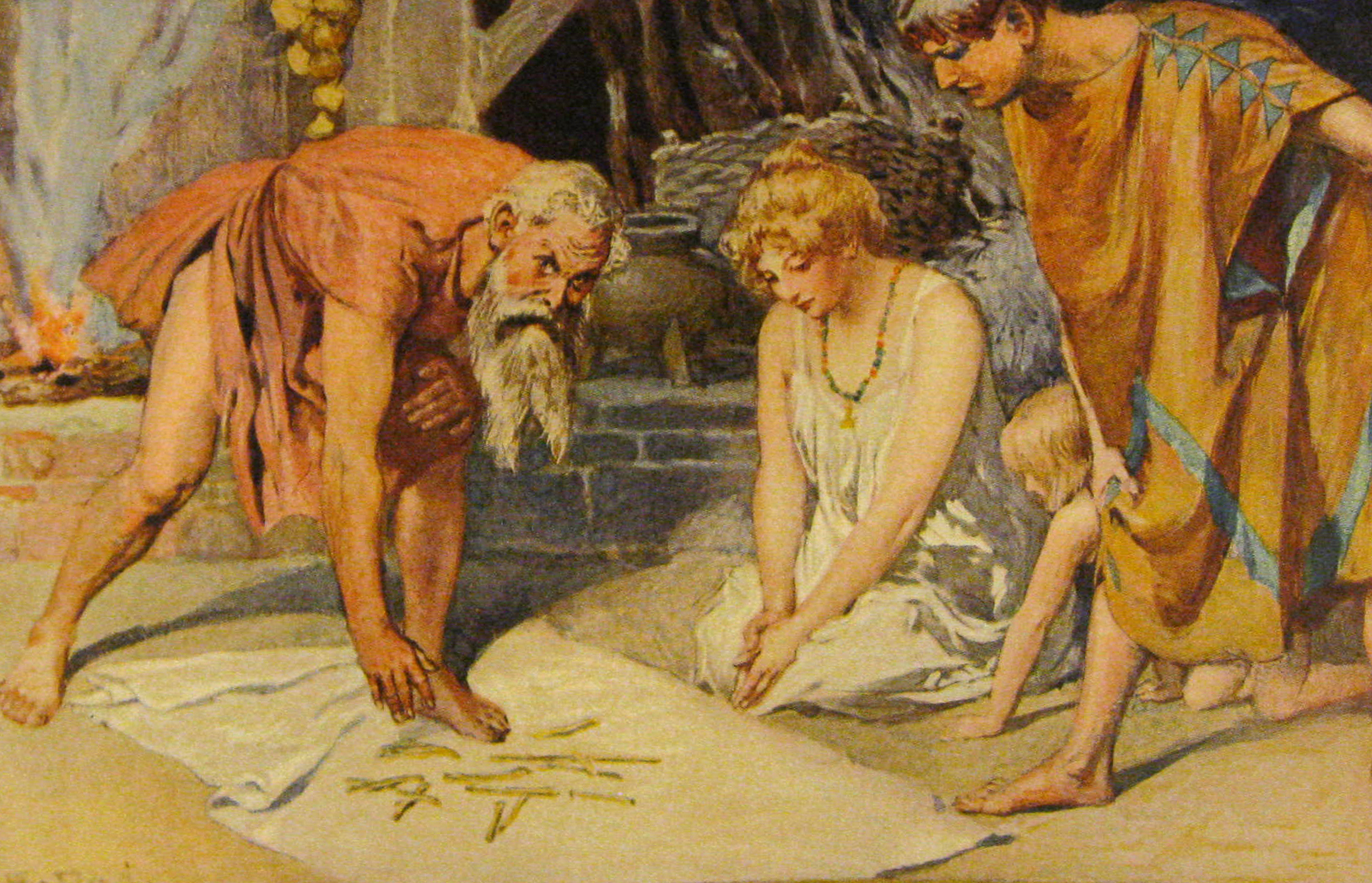
„Auf Vorzeichen und Losorakel achtet niemand so viel wie sie.“ (Tacitus, Germania 10); Bild von Emil Doepler, um 1905.

Die antiken Autoren berichten nichts über das Schicksalsverständnis der Germanen. Sie belegen lediglich den Glauben der Germanen an Lose und Vorzeichen; nach Meinung des römischen Schriftstellers Tacitus übertrafen sie darin sogar alle anderen Völker. Es ist möglich, dass die Germanen sich so auf die Zeichen verließen, weil sie an Vorbestimmung und Vorsehung glaubten, doch könnten sie genauso gut darin eine Willensäußerung der Götter gesehen haben.

### Heidenmission
Die ältesten Bemerkungen zu germanischen Schicksalsvorstellungen stammen von christlichen Missionaren des Mittelalters. Ihre Darlegungen stellen zum Beispiel den heidnischen Glauben an das unabwendbare Schicksal der Heilsgewissheit des Christen gegenüber, um die Überlegenheit des christlichen Gottes zu verdeutlichen. Es ist davon auszugehen, dass ihre Darstellungen weniger die große Bedeutung der heidnischen Schicksalvorstellungen belegen, sondern mehr dazu dienten, den Heiden einen leichteren Übergang zum Christentum zu verschaffen.
Immerhin wurde das Schicksal auch in christlichen Lehren und Werken jener Zeit thematisiert unter Gebrauch der bereits genannten heidnisch-germanischen Schicksal-Begriffe, zum Beispiel in der altsächsischen Evangelienharmonie Heliand oder in der Prädestinationslehre des sächsischen Mönchs Gottschalk von Orbais (beide 9. Jahrhundert). Die ältere Forschung ging deswegen davon aus, dass mit dem Gebrauch der heidnisch-germanischen Wörter zugleich auch das heidnische Gedankengut übernommen wurde. Doch nach eingehender Untersuchung stellte sich genau das Gegenteil heraus. Die Lehre Gottschalks beruht nicht auf heidnischen Vorstellungen, sondern auf einer Weiterentwicklung der augustinischen Prädestinationslehre. Auch der Heliand vermittelt kein heidnisches Gedankengut, da das Schicksal darin keinen religiösen Eigenwert hat. Gott ersetzt darin weder eine heidnische Schicksalsmacht, noch stellt er sich auf eine Stufe mit ihr. Schicksal wird nicht als Wirkebene Gottes beschrieben, sondern nur als Auswirkung seiner Macht im Einzelfall. Schicksal bleibt auch immer im begrenzten Rahmen der natürlichen Ordnung, während Gott im Gegensatz dazu als unbegrenzt und übernatürlich dargestellt wird, zum Beispiel in der Erweckung des toten Jünglings zu Naïn durch Jesus.
Auch die Übernahme des heidnischen Schicksal-Wortschatzes durch die Christen bekräftigt, dass die germanische Schicksalsidee nicht so ausgeformt gewesen sein kann, als dass sie als ernsthafte Gefahr christlicher Interessen hätte eingestuft werden müssen. Der Gebrauch der alten Schicksalwörter sollte wohl ebenso dazu dienen, den Heiden den Übergang zum Christentum zu erleichtern.
Es ist aber durchaus vorstellbar, dass der Christengott für die Heiden auch deswegen attraktiv wurde, weil er im Gegensatz zu ihren Göttern nicht dem Schicksal unterworfen war, sondern die metudaes maecti besaß: die Macht, Schicksal zuzuweisen.

### Heldendichtung

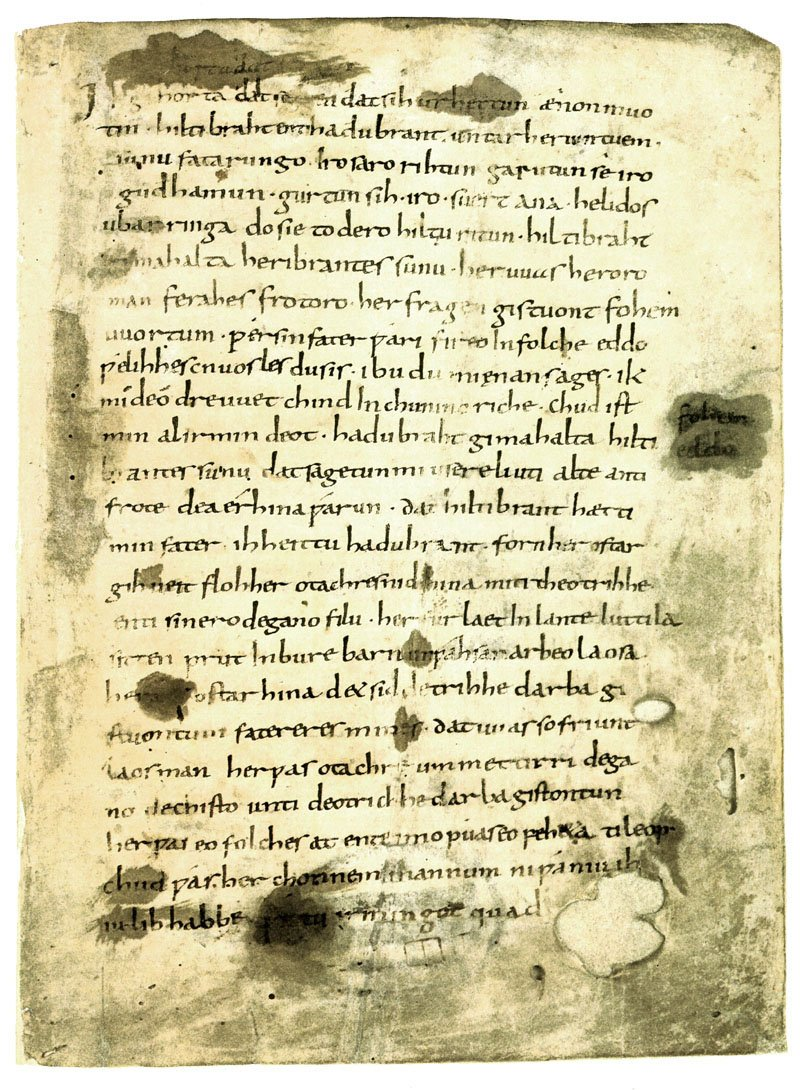
Hildebrandlied

Nähere Einblicke in die Schicksalsvorstellungen westgermanischer Völker erlaubt erst die frühmittelalterliche Heldendichtung, zum Beispiel das angelsächsische Epos Beowulf (8. Jahrhundert) oder das althochdeutsche Hildebrandlied (9. Jahrhundert). Obwohl diese Sagenstoffe sich bereits in heidnischer Zeit formten, haben sie zur Zeit ihrer Niederschrift schon christliche und antike Vorstellungen aufgenommen und verarbeitet. Der Gebrauch des alten Schicksalswortschatzes erlaubt auch in der Heldendichtung keine Aussage über den heidnischen Gehalt der dargestellten Schicksalsideen. Dass dem Helden beispielsweise ein Schicksal geweissagt ist, das sich erfüllt, ganz gleich was immer dagegen unternommen wird, ließe sich christlich durch göttliche Vorsehung oder antik aus der Aeneas-Tradition erklären. Dennoch ist davon auszugehen, dass die Heldendichtung heidnisches Ideengut unbekannten Ausmaßes enthält.
Das Schicksal in der Heldendichtung entwickelt sich aus dem Gegenspiel der äußeren Anlässe und der inneren Natur des Helden. Es hat dadurch zwei Gesichter, von denen je nach Gewichtung das eine oder das andere mehr zum Vorschein kommt. Zum einen kann der Schicksalsbegriff bei unglaublichen Glücksfällen oder erschütternden Fährnissen transzendieren, so dass das Schicksal wie der Eingriff einer höheren Macht erscheint, wodurch es personifiziert wird. Zum anderen kann der Schicksalbegriff auch immanenter werden, so dass Schicksal aus der persönlichen Eigenart einer Person oder ihrer Sippe entsteht, zum Beispiel durch ein ihr angeborenes Glück oder Heil. Schicksal folgt hier aus den starken Banden der Sippengemeinschaft, da sie als Schicksalsgemeinschaft in Sieg und Niederlage, in Glück und Unglück unbedingte Solidarität fordert. Was einem Sippenmitglied geschieht, ist sozusagen allen anderen geschehen. Kollideren dabei Sippengefühl und persönliches Ehrgefühl miteinander, kommt es zu einem tragischen Konflikt, der ein furchtbares und nicht mehr abwendbares Schicksal in Gang setzt. Treibende Kräfte dieser Schicksalsverwirklichung sind in der Heldendichtung Leid und Ehre. Es ist typisch, dass ein Angriff auf die Ehre als schicksalshafter Eingriff aufgefasst wird, dem man nicht mehr ausweichen kann. Die Dichter legen großen Wert darauf, dass das Schicksal nicht nur vollzogen wird, sondern dass der Held zuvor das Einsetzen des Verhängnisses erkennt und den unausweichlichen Verlauf bestätigt, so dass er sich sehend seinem Schicksal unterwirft.
Beispielsweise trifft im Hildebrandlied Hildebrand auf seinen Sohn Hadubrand, der den Vater seit vielen Jahren nicht mehr gesehen hat und überzeugt von dessen Tod ist. Hildebrand erkennt seinen Sohn und will ihn von einem Zweikampf mit ihm abhalten, doch Hadubrand will nicht glauben, seinem Vater gegenüberzustehen und verhöhnt den Mann auf der anderen Seite. Der Angriff auf die Mannesehre des Vaters macht den Kampf zwischen beiden unvermeidlich. Voll Schmerz und Bitterkeit stellt Hildebrand dazu fest:
„Welaga nu, waltant got, quad Hiltibrant, – wewurt skihit!

ih wallota sumaro enti wintro – sehstic ur lante,

dar man mih eo scerita – in folc sceotantero.

so man mir at burc ęnigeru – banun ni gifasta.

nu scal mih suasat chind – suertu hauwan,

breton mit sinu billiu, – eddo ih imo ti banin werdan.“

Quelle: Hildebrandlied. Zeile 49–54 (Übersetzung von Arnd Großmann)
„Wohlan, nun walte Gott, sagte Hildebrand, Unheil [wörtlich: Unheil-Schicksal] geschieht:

Ich wanderte sechzig Sommer und Winter außer Landes;

wo man mich immer in das Heer der Kämpfer einordnete.

Wenn man mir an jedweder Burg den Tod nicht beibringen konnte:

Nun soll mich das eigene Kind mit dem Schwerte schlagen,

niederschmettern mit der Klinge, oder aber ich werde ihm zum Töter.“
Der christliche Einfluss ist hier unschwer in der Anrufung Gottes zu erkennen, die jedoch formaler Natur bleibt, da Gott nichts gegen das Schicksal ausrichtet.
Die heidnischen Schicksalswörter kommen im deutschen Sprachraum schon in althochdeutscher, spätestens in mittelhochdeutscher Zeit außer Gebrauch und treten danach nicht wieder in Erscheinung. Andere Begriffe, wie gelücke „Glück“, die in mittelhochdeutscher Zeit Träger von Schicksalsideen sein können, verkörpern keine heidnischen Ideen mehr, sondern nur noch christliche. In den hochmittelalterlichen Heldendichtungen des Nibelungenlieds oder der Gudrunsage spielt der heidnische Schicksalsbegriff schon keine Rolle mehr.

### Eddische Literatur

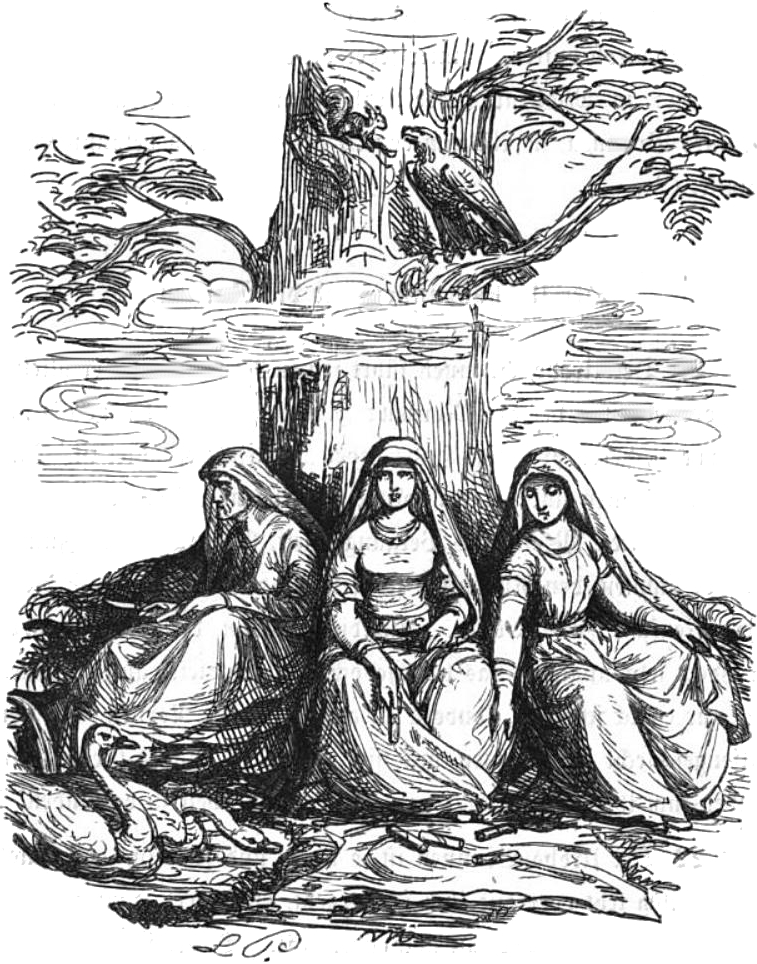
Die drei Jungfrauen an der Quelle des Schicksals, Zeichnung von Ludwig Pietsch, 1865.

Unter den hochmittelalterlichen Texten der nordischen Edda nimmt die Völuspá eine Ausnahmestellung ein, nicht nur weil sie einen Abriss der mythischen Weltgeschichte von der Schöpfung bis zum Untergang darbietet, sondern auch weil ihre Inhalte größtenteils noch aus heidnischer Zeit stammen. Dabei unterstellt sie den Lauf der Welt umfassend der Schicksalsgewalt.
Die ersten beiden Menschen, Ask und Embla, sind vor ihrer Menschwerdung noch schicksalslos. Zu Menschen werden sie durch die Götter, doch das Schicksal teilen ihnen die Nornen zu, denen aufgetragen ist, das Schicksal der Menschen bei Geburt zu bestimmen.
Aber nicht nur die Menschen haben ein unabwendbares Schicksal, sondern auch die Götter. Baldurs Tod ist vorherbestimmt und kann nicht verhindert werden. Dasselbe gilt für den Untergang der Götter in den Ragnarök. Wörtlich übersetzt bedeutet das Wort nichts anderes als „das Schicksal der Götter“. Seine Bestätigung findet diese Vorstellung im Lied Vafþrúðnismál in dem altnordischen Ausdruck aldar rök „Endschicksal der Welt“.

### Isländersagas
Schicksalsvorstellungen mit ungewissem christlichen Einfluss enthalten auch die isländischen Sagas, die ab dem 12. Jahrhundert niedergeschrieben wurden. Manche Helden der Sagas vertrauen dabei nicht mehr den alten Göttern, die dem Christentum unterlegen waren, sondern der eigenen Macht und Stärke. Dieser Glaube an die eigene Macht und Stärke, máttr ok megin, hat durchaus fatalistische Züge. Die ältere Forschung erkannte darin den Ausfluss heidnischer Schicksalvorstellungen. Jedoch zeigten auch hier nähere Untersuchungen Gerd Wolfgang Webers, dass die Formel máttr ok megin ausschließlich den christlichen Autoren Islands dazu diente, ihren heidnischen Helden eine Brücke vom Heidentum zum Christentum zu schlagen. Die Verfasser hatten durchaus ein Interesse an der Reinwaschung ihrer Helden, da diese mit ihnen verwandt oder zumindest Teil der eigenen lokalen Geschichte waren. Durch die Abgrenzung zur vorchristlichen Vergangenheit stellt der Glaube an máttr ok megin einen eigenen Mythos über den Schicksalsglauben der heidnischen Vorfahren dar.

## Schicksalsmacht
Schicksal kommt nicht aus dem Nichts, sondern wird durch eine Schicksalsmacht bestimmt. Je nachdem, wie man das Wirken des Schicksals begreift, ist die Schicksalsmacht entweder in Form einer Personifikation als Wesenheit vorstellbar oder als unpersönliche Macht, die blind, wie ein Naturgesetz, waltet, wie zum Beispiel das indische Karma.

### Göttermacht und Schicksalsmacht
Die germanischen Götter konnten, insbesondere als Gesamtheit, den Wesenszug einer Schicksalsmacht annehmen, wenn der Mensch sich ihrem Willen wie einem Schicksalsspruch unterwarf oder ihr Wille einem Schicksal gleichkam.

„Vill Óðinn ekki, at vér bregðum sverði, síðan er nú brotnaði. Hefi ek haft orrostur, meðan honum líkaði.“

„Odin will nicht, daß wir das Schwert schwingen, da es nun in Stücke brach; so lang es ihm gefiel, habe ich gekämpft.“

Doch liegt hier genau genommen nur eine Verschleierung der Machtverhältnisse vor. Für den Menschen mag der Wille Odins Schicksal sein, doch wie frei ist das Handeln des Gottes, wenn auch er ein Schicksal hat? Odin kann zwar in die Welt der Toten reiten und mit einem Zauberlied eine tote Seherin aufwecken, um von ihr das Schicksal seines Sohnes Balder zu erfragen, aber er kann weder das Schicksal Balders noch sein eigenes ändern.
Seit Jacob Grimm versteht man die Unfähigkeit der Götter, ihr Schicksal zu ändern, so, dass auch die Göttermacht der Schicksalsmacht unterworfen ist. Diese Vorstellung könnte schon aus indogermanischer Zeit stammen, wie die unten stehende Tabelle verdeutlicht. Vergleichbares kennt man aber auch aus anderen Kulturen. Daran ist nichts Ungewöhnliches, da die Götter einer polytheistischen Religion (und damit auch die germanischen Götter) nicht über der Welt stehen, sondern ein Teil der Welt sind, in der sie die bestehende Weltordnung repräsentieren. Als Teil der Welt sind sie somit wie alle anderen Teile der Welt dem Weltgesetz unterworfen.
| Volk     | Begriff | Wörtliche Bedeutung             | Macht          | Beschreibung | Älteste Nachweise |
| -------- | ------- | ------------------------------- | -------------- | --- | ----------------- |
| Inder    | rta(m)  |                                 | unpersönlich   | Die rechte Ordnung. |                   |
|          | karma   | Wirken, Tat                     | unpersönlich   | Universales Gesetz, wonach jede Tat eine der Tat entsprechende Folge hat.                                                                                          | 6. Jh. v. Chr.    |
|          | samsara | beständiges Wandern             | unpersönlich   | Kreislauf der Wiedergeburten. | 6. Jh. v. Chr.    |
| Iraner   | Zurvan  | Zeit                            | personifiziert | Schöpfergott im Zurvanismus. Vater Ahura Mazdas und Angra Mainyus. Personifikation von Zeit und Ewigkeit: bestimmt alles, verordnet alles, ordnet alles im Voraus. | 4. Jh. v. Chr.    |
| Griechen | Moira   | Anteil, der jedem zugeteilt ist | personifiziert | Bei Homer sind die Götter gegenüber den Moiren ohne Macht. | 9. Jh. v. Chr.    |
| Römer    | Fatum   | Spruch des Schicksals           | unpersönlich   | Unausweichlich, alles regierend. |                   |

### Die drei Schicksalsfrauen

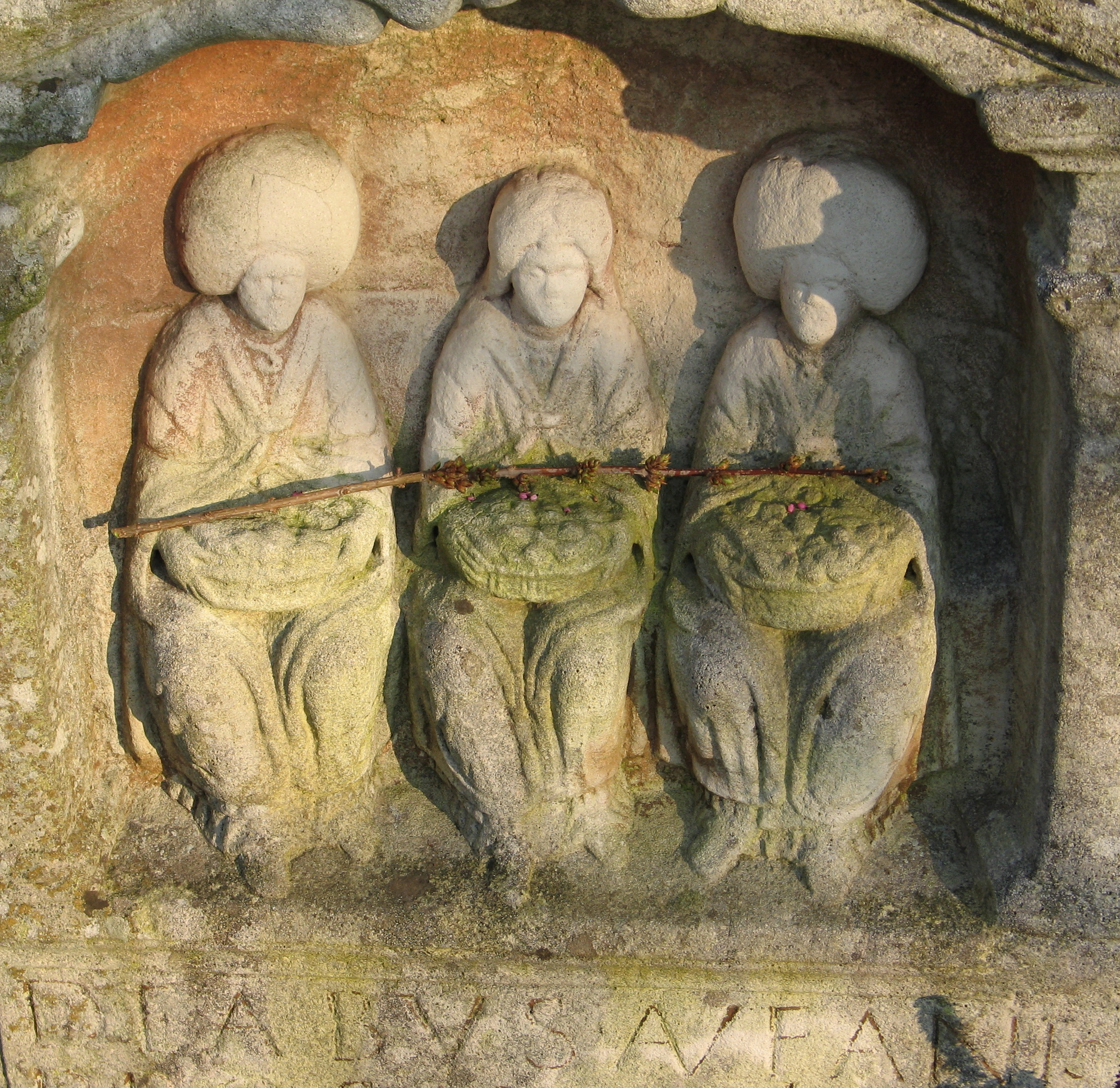
Altar der Aufanischen Matronen, Kopie, Bonn, Freizeitpark Rheinaue

Viel spricht dafür, dass die Germanen sich die Schicksalsmacht als eine Frauendreiheit vorstellten. Ihren klarsten Ausdruck findet diese in Gestalt der drei Nornen der nordischen Mythologie, denen ausdrücklich die Aufgabe zugewiesen ist, das Schicksal der Menschen festzulegen, doch stehen auch die drei Muttergottheiten des westgermanischen Matronenkults in Zusammenhang mit dem Schicksal.
Die drei Nornen heißen Urðr („Schicksal, Tod“, wörtlich „geworden“), Verdandi („werdend“) und Skuld („gesollt“). Vereinfacht stehen ihre Namen für die drei Zeitformen Vergangenheit, Gegenwart und Zukunft. Dieses Konzept ist jedoch nicht volkstümlich, sondern das Werk nordischer Gelehrter des Hochmittelalters, die es von den griechischen Moiren und römischen Parzen übernahmen, die in den jeweiligen Mythologien eine ähnliche Rolle wie die Nornen haben. Auch die Namen der drei Nornen wurden offenbar anhand des Drei-Zeiten-Konzepts in jener Zeit gebildet. Verdandi wird in der nordischen Mythologie nur in der Völuspá und Prosa-Edda erwähnt, Skuld ist nur als Name einer Walküre überliefert. Auch der Name Urds, von der man lange annahm, er sei bereits für die urgermanische Zeit belegbar, entpuppte sich als Schöpfung des Hochmittelalters (siehe  Abschnitt → Schicksalsglaube). Die nordischen Nornen wurden aber nicht vollkommen an die Moiren und Parzen angeglichen; beispielsweise spinnen oder weben die Nornen das Schicksal nicht.
Beschrieben werden die Nornen als drei meyjar „Mädchen“, also Jungfrauen, deren Heimat die Quelle des Schicksals am Weltenbaum Yggdrasil ist. Ihre wesentliche Aufgabe besteht darin, den Menschen bei Geburt ihr Schicksal zuzuweisen. Sie finden sich in dem nordischen Brauch wieder, in dem drei Frauen dem Neugeborenen das Schicksal weissagen.
Die westgermanischen Matronen hingegen sind eigentlich chthonische Muttergottheiten, die im römerzeitlichen Kult als drei sitzende Frauen dargestellt wurden: als Spenderinnen von Fülle und Fruchtbarkeit. Insoweit entsprechen sie nicht den Nornen, sondern mehr den nordischen Disen und vielleicht den sächsischen Idisen. Doch hatten die drei namenlosen Muttergottheiten auch einen Schicksalsaspekt. Spuren davon gibt es nur wenige. In England wurden zwei römerzeitliche Weihesteine gefunden, die den Muttergottheiten geweiht sind, die zugleich als parcae („Schicksalsfrauen“) angesprochen werden.

“Matrib[us] Parc[is] pro salut[e] Sanctiae Geminae”

„Den Muttergottheiten, Schicksalsfrauen, für das Wohlergehen der Sanctia Gemina“

“Matribu[s] Par[cis] […]”

„Den Muttergottheiten, Schicksalsfrauen […]“

Ein hochmittelalterlicher Beleg findet sich bei Bischof Burchard von Worms, der Frauen die folgende Beichtfrage stellte: „Hast du geglaubt, was einige zu glauben pflegen, daß jene, die im Volksglauben Parcae [„Parzen“, also die Schicksalsfrauen] heißen, wirklich bestehen und bei der Geburt eines Menschen ihn zu dem bestimmen können, was sie wollen […]?“
Saxo Grammaticus ferner berichtet, dass über das zukünftige Schicksal von Kindern Schicksalsfrauen befragt wurden (Gesta Danorum, lib. VI): "Mos erat antiquis super futuris liberorum eventibus Parcarum oracula consultare." ("Es war Brauch, bei den Alten über zukünftige Lebensereignisse von Kindern Orakel von Schicksalsfrauen zu befragen." – Mit oraculum kann sowohl die Stätte als auch der Spruch gemeint sein.) Hier fließen die Vorstellungen der Matronen und der Nornen zusammen. Das macht es wahrscheinlich, dass das Konzept dreier Schicksalsfrauen schon dem römerzeitlichen Matronenkult zugrunde liegt, das offenbar in spätheidnischer Zeit im Norden in Form der drei Nornen besonders herausgehoben wurde.

### Der, der das Schicksal zumisst
Die wortwörtliche Bedeutung des germanischen Schicksalsbegriffs *metoduz lässt vermuten, dass die Germanen möglicherweise noch eine andere Personifikation der Schicksalsmacht kannten, die allerdings außer Bedeutung und Gebrauch des Wortes keine weiteren Spuren hinterlassen hätte. Es könnte sich dabei um eine alte Vorstellung handeln, zumindest ist der Begriff recht alt.
Das germanische Maskulinum *metoduz leitet man von indogermanisch *med- „messen“ ab. Es ist erhalten in altnordisch mjötuðr, angelsächsisch meotod und altsächsisch metud. In allen drei Sprachen bedeutet es „Schicksal“. Seine wortwörtliche Bedeutung hat man früher oft mit „das (Zu)Gemessene“ wiedergegeben. Die Christen verwendeten das Wort manchmal aber auch im Sinne von „Schicksalsmacht“ und bezeichneten damit Gott oder die Macht Gottes. Zum Beispiel drückt ein christlicher Hymnus im England des 7. Jahrhunderts durch den Begriff metudaes maecti „Gottes Macht“ aus. Daraus folgt, dass Gott der meotod ist, der das Schicksal zuweist. Zudem hat das Wort in allen drei Sprachen ein männliches Geschlecht, auch in der unpersonalen Bedeutung als „Schicksal“. *Metoduz meint deswegen offenbar eine männlich gedachte „Zumesser-Macht“, den „Schicksals-Zumesser“. Verdeutlicht: Denjenigen, der das Schicksal zumisst (bestimmt).
Vereinzelt ist man in der Forschung der Ansicht, dass mit dem *metoduz der nordische Riese Mimir gemeint sei, da er eng mit Wissen, Weisheit und Weissagung verbunden ist und sein Name auf dieselbe indogermanische Wurzel *med- wie *metoduz zurückgeführt werden kann.

### Unpersönliche Schicksalsmacht
Durchaus möglich ist, dass die Germanen sich die Schicksalsmacht ursprünglich auch unpersönlich vorstellten.
Ein Teil der meist älteren Forschung stützt sich hierfür auf die Wortetymologie des germanischen Begriffs *uzlagam (*uzlagaz). Das germanische Neutrum *uzlagam „Schicksal, Geschick“ setzt sich zusammen aus der Vorsilbe *uz „(her)aus“ und dem Hauptwort *lagam „Lage“, das von indogermanisch *legh- „legen“ abstammt. Wortwörtlich bedeutet *uzlagam  somit „das Ausgelegte“. In den germanischen Sprachen, die sich aus dem Urgermanischen herausbildeten, nahm das Wort zusätzlich noch die Bedeutung „Krieg“ an, im Altsächsischen wurde dies sogar die alleinige Bedeutung. Aus dem indogermanischen Wortstamm *legh- entwickelte sich jedoch auch die Bedeutung „Gesetz“, so in Lateinisch lex. angelsächsisch lagu (das sich zu englisch law weiterentwickelte), mittelniederdeutsch lach und altnordisch lög. Indem Friedrich Kauffmann zusätzlich die Vorsilbe *uz „(her)aus“ im Sinne von „erstes, ursprüngliches“ interpretierte, gelangte er zu einer Deutung von *uzlagam als „Urgesetz“. Ähnlich verstand Walther Gehl das Wort als „höchste Bestimmung“ und Eduard Neumann als „das Festgelegte, das Festgesetzte“. Deutungen dieser Art fanden noch in der neueren Forschung Zuspruch. Einen gänzlich anderen Deutungsansatz vertrat hingegen Mathilde von Kienle. Nach ihr könnte *uzlagam die Bedeutung von „Schicksal“ angenommen haben wegen der beim Losen ausgelegten Stäbchen, die Tacitus in der Germania beschreibt.
Hinweise auf eine vielleicht ursprünglich unpersönlich gedachte Schicksalsmacht lassen sich auch den isländischen Sagas entnehmen, in denen die Schicksalsmacht entpersonifiziert wird.
Letztlich verfügt die Forschung heute aber nicht über Quellen, die sicher belegen, dass die heidnischen Germanen sich die Schicksalsmacht unpersönlich vorstellten.

## Wesen des Schicksals
Die Inhalte der germanischen Schicksalsidee sind auf Grund der Quellenlage nicht genau bestimmbar. Die nachstehenden Grundzüge können nur mit mehr oder weniger großer Wahrscheinlichkeit als heidnisch-germanisch angesehen werden.
Die Germanen gingen offenbar davon aus, dass jedem Menschen bei (oder kurz nach) Geburt ein Schicksal zugewiesen wird. In der Völuspá betont der Dichter, dass die ersten beiden Menschen, Ask und Embla, bevor sie zu Menschen wurden, noch ohne Schicksal waren. Die Götter schufen zwar die ersten Menschen, doch die Nornen bestimmten ihr Schicksal.

„þær lög lögðo
 þær líf kuro
 alda börnom
 örlög seggia.“

„Sie [die Nornen] legten Bestimmungen fest,
 sie wählten das Leben
 den Menschenkindern,
 das Schicksal der Männer.“

Im Zentrum der germanischen Schicksalsidee steht, dass immer nur das geschieht, was auch zu geschehen hat.

“Gæð a wyrd swa hio scel.”

„Schicksal geht immer so, wie es muss.“

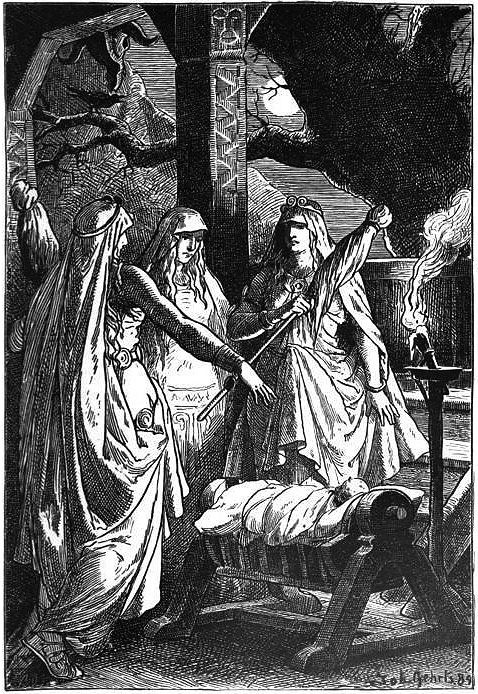
Die Nornen weisen dem Neugeborenen sein Schicksal zu. Johannes Gehrts, 1889.

Schicksal ist dabei immer das, was gerade am Werden ist, wie sich aus dem wichtigsten Schicksalswort *wurðiz ergibt. Das germanische Femininum *wurðiz „Schicksal, Geschick“ setzt sich zusammen aus *wurð und einem i-Suffix.  *Wurð leitet sich ab von dem germanischen Verb *werþan „werden“, das wiederum von indogermanisch *uer(t)- „(um)drehen, wenden“ abstammt. Werden bedeutet somit ursprünglich „(sich) drehen, wenden“, woraus sich die Bedeutung „sich zu etwas wenden, zu etwas werden“ entwickelte. Daraus schließt man, dass in *wurðiz noch die Vorstellung mitschwang, dass die Zeit in wiederkehrenden Zyklen voranschreitet. Das heißt, dass die Zukunft wieder in die Vergangenheit mündet, vergleichbar der Drehung des Schicksalrads.*Wurðiz bedeutet demnach „das soeben Werdende“, womit zugleich „das ewige Werden“ ausgedrückt wird.
Schicksalhaftes Geschehen ist nicht beeinflussbar und kann nicht verhindert werden. Der menschliche Wille kann durchaus dagegenstehen, sollte aber, da man sich dem Schicksal nur unterwerfen kann, aus eigenem Interesse mit ihm im Einklang sein. Verwirklicht sich Schicksal, hat das mit Zufall nichts zu tun.
Insbesondere in der Heldendichtung und den isländischen Sagas wird hervorgehoben, dass ein waltendes Schicksal vom Betroffenen erkannt und auch anerkannt wird. Dabei geht es nicht um eine rationale Folgerichtigkeit, sondern um eine emotionale.
In der isländischen Gísla saga möchte Gisli mit seinem Bruder und seinen beiden Schwägern den Blutsbund schließen, hat aber eine böse Vorahnung, dass der Bund nicht zustande kommen werde. Die vier fallen sodann auf die Knie und rufen die Götter zu Zeugen ihres Bundes an, doch unversehens weigert sich im letzten Augenblick einer der beiden Schwäger, mit dem anderen den Blutsbund einzugehen. Da zieht auch Gisli seine Hand zurück und spricht: „Nun ist es verlaufen, wie mir ahnte, und mir scheint, hier hat das Schicksal seine Hand im Spiele.“
Der Eintritt des Schicksals wird meist als negativ erfahren. Das ergibt sich aus den negativen Bedeutungen, die wichtige Schicksalsbegriffe auch haben: *wurdiz bedeutet auch „Tod“ und *uzlagam auch „Krieg“. Jedoch muss Schicksal nicht zwangsläufig negativ sein. Es ist grundsätzlich nach beiden Seiten offen.

„Ef nornir ráða örlögum manna, þá skipta þær geysi ójafnt, er sumir hafa gott líf ok ríkuligt, en sumir hafa lítit lén eða lof, sumir langt líf, sumir skammt.“

„Wenn die Nornen das Schicksal bestimmen, dann entscheiden sie überaus ungerecht. Denn manche haben ein gutes und reiches Leben, andere wenig Gutes und wenig Ansehen, die einen haben ein langes Leben, die anderes ein kurzes.“

## Schicksalsglaube
In der Zeit des Dritten Reichs (1933–1945) wurde in der Forschung intensiv die Frage diskutiert, ob die Germanen so an das Schicksal geglaubt hatten wie an ihre Götter (germanischer Schicksalsglaube). Überwiegend in Deutschland erschienen hierzu eine Reihe von Arbeiten, unter anderem von Hans Naumann, Walter Baetke, Walther Gehl und Werner Wirth.
Da aus der Völuspá hervorgeht, dass auch die Götter ein Schicksal haben, das sie nicht abwenden können und gegen das sie wie die Menschen machtlos sind, folgerte man im Umkehrschluss, dass es (zumindest) in der nordischen Mythologie eine Macht gab, die über den Göttern stand. Auf der Suche nach dieser sensu stricto Super-Macht stellte man fest, dass die Mächtigste der drei Nornen, Urd (altnordisch Urðr), eine Entsprechung in der altenglischen Wyrd hat, die nicht nur sprachlicher, sondern auch inhaltlicher Natur ist. Altnordisch urðr und angelsächsisch wyrd konnten sowohl als Abstrakta für das Schicksal als auch personifiziert für eine weiblich gedachte Schicksalsmacht stehen. So schien der Beweis erbracht, dass Urd und Wyrd auf eine Schicksalsgöttin aus urgermanischer Zeit zurückgingen, an die die Germanen auch religiös glaubten.
Aus dem vergeblichen Kampf der Götter gegen ihren Untergang und zahlreichen vergleichbaren Schilderungen aus den Heldenepen und isländischen Sagas, leitete Hans Naumann als typische germanische Grundhaltung den heroischen Pessimismus ab. Nach seiner Ansicht ergibt sich der Germane nicht tatenlos seinem unabwendbaren Schicksal, sondern stemmt sich mit aller Macht dagegen und geht letztlich erfolglos, aber heldenhaft in den ihm vorbestimmten Tod. Diese Ideen wussten die Nationalsozialisten wirkungsvoll für ihre Zwecke einzusetzen. Hermann Göring verglich beispielsweise den so schicksalshaften wie heldenhaften Untergang der Burgunden im Nibelungenlied mit dem Untergang der 6. deutschen Armee in der Schlacht von Stalingrad, von dem man noch in 1.000 Jahren mit heiligem Schauer sprechen werde.
In den fünfziger und sechziger Jahren des zwanzigsten Jahrhunderts erschienen zwar nur wenige Arbeiten zum Thema, jedoch stellten sie das bisherige Bild der Wissenschaft auf den Kopf (Eduard Neumann, Ladislaus Mittner, Gerd Wolfgang Weber). Nach näherer Untersuchung der vorhandenen Quellen stellte sich insbesondere heraus, dass es die urgermanische Schicksalsgöttin Urd/Wyrd nicht gegeben hatte. Wyrd erwies sich sogar als eine rein christliche Schöpfung, die vom Verständnis der antiken Fortuna bestimmt war (Gerd Wolfgang Weber).
Im Angelsächsischen bezeichnete man in heidnischer Zeit mit wyrd die unbestimmte Erfahrung eines folgenschweren Geschehens, das man selbst nicht hervorgerufen hatte. In christlicher Zeit stand wyrd dann überwiegend für ein Geschehen als Ausdruck des ununterbrochenen Wandlungsprozesses der Schöpfung nach dem göttlichen Heilsplan. Erst ab mittelalterlicher Zeit wurde angelsächsisch wyrd auch personal verwendet. Wyrd wurde somit eine Personifikation des Schicksals, es kam aber nicht zu einer Verschmelzung mit einer Figur der germanischen Mythologie wie bei der Norne Urd. Doch auch Urd ist nur eine Schöpfung des Hochmittelalters. In der nordischen Literatur taucht ihr Name meist im Zusammenhang mit der Quelle Urðrbrunnr auf, die man für gewöhnlich nach ihr als „Urdbrunnen“ bezeichnet. Da aber die Quelle wesentlich häufiger als die Norne erwähnt wird, folgt daraus, dass der Name der Quelle nicht als „Quelle der Urd“, sondern als „Quelle des Schicksals“ zu übersetzen ist.
Auch wenn das wichtigste Argument, das für einen germanischen Schicksalsglauben sprach, weggefallen ist, bleiben noch die in der germanischen Welt weit verbreitete Verehrung der drei Schicksalsfrauen und die heidnischen Anteile der Edda-Literatur und der isländischen Sagas, die eine religiöse Auffassung des Schicksals stützen. Im Ergebnis ist nach heutigem Stand der Wissenschaft ein germanischer Schicksalsglaube weder belegbar noch ausschließbar.